# أماندا بروكس
أماندا بروكس (بالإنجليزية: Amanda Brooks)‏ هي ممثلة أمريكية، ولدت في 22 يونيو 1981 بنيويورك في الولايات المتحدة.

## أعمال

### أفلام
- (2005) خطة رحلة
- (2007) حروب التنين
- (2013) الأخاديد

## وصلات خارجية
- أماندا بروكس على موقع IMDb (الإنجليزية)
- أماندا بروكس على موقع ألو سيني (الفرنسية)
- أماندا بروكس على موقع أول موفي (الإنجليزية)
- أماندا بروكس على موقع قاعدة بيانات الأفلام السويدية (السويدية)
- أماندا بروكس على موقع قاعدة بيانات الفيلم (الإنجليزية)
- أماندا بروكس على موقع كينوبويسك (الروسية)